# Ton Buunk
Anton Gerrit Jan Buunk dit Ton (né le 18 septembre 1952 à Amsterdam) est un joueur de water-polo international néerlandais. Il remporte la médaille de bronze lors des Jeux olympiques d'été de 1976 à Montréal avec l'équipe des Pays-Bas et a participé à trois autres éditions des Jeux en 1972, en 1980 et en 1984 au cours desquels il fut le porte-drapeau de la délégation hollandaise.

## Palmarès

### En sélection
- Pays-Bas
  - Jeux olympiques :
    - Médaille de bronze : 1976.